# Krzysztof Worowski
Krzysztof Worowski (ur. 30 stycznia 1936 w Wierzbicy Pańskiej, zm. 22 marca 2020 w Białymstoku) – polski naukowiec, biochemik, profesor nauk medycznych.

## Życiorys
W 1961 ukończył studia na Akademii Medycznej w Białymstoku. W 1964 pod kierunkiem doc. dra Stefana Niewiarowskiego z Zakładu Chemii Fizjologicznej AMB obronił pracę doktorską "Badania porównawcze poziomu niektórych składników układu krzepnięcia i fibrynolizy w różnych odcinkach układu krążenia u psa" uzyskując stopień naukowy doktora nauk medycznych. W 1975 na podstawie osiągnięć naukowych i złożonej rozprawy pt. "Izolowanie, właściwości fizyko-chemiczne i biologiczne inhibitorów enzymów proteolitycznych z ziemniaka" otrzymał stopień naukowy doktora habilitowanego nauk medycznych. W 1986 uzyskał tytuł naukowy profesora.
W latach 1990–1996 dziekan Wydziału Farmaceutycznego z Oddziałem Analityki Medycznej Akademii Medycznej w Białymstoku. Wieloletni kierownik Zakładu Analizy Instrumentalnej UMB. Od 2009 pracuje na Wydziale Nauk o Zdrowiu Kujawskiej Szkoły Wyższej we Włocławku.
Odznaczony Krzyżem Oficerskim Orderu Odrodzenia Polski (2000).